# Érd
Érd – miasto w środkowych Węgrzech, w komitacie Peszt, na południowy zachód Budapesztu. Ponad 65 tys. mieszkańców (I 2011).

## Położenie
Miejscowość ta leży nad Dunajem, rozciąga się na wschód od Tarnók i na południowy zachód od Diósd, przy zbiegu krajowych dróg nr 6 i 7. Od 1979 roku posiada prawa miejskie. Miasto z powodu swej rozległości jest podzielone na kilka dzielnic. Ważniejsze z nich to: Tusculanum, Érdliget, Ófalu-Óváros (Starówka, przy Dunaju), Érd-parkváros, Postás-telep, Újfalu (Erzsébetváros), Újtelep.

## Historia
Tereny, na których znajduje się dzisiejsze miasto, były zamieszkane już w czasach prehistorycznych, o czym świadczą znalezione tam przedmioty człowieka neandertalskiego sprzed 50 tys. lat. Na górze Sánc odkryto ślady twierdzy obronnej z okresu brązu.
Pierwsza wzmianka o mieście ma miejsce w dokumencie z 1243 roku. Nazwa miasta pochodzi najprawdopodobniej od słowa ér lub erdő (las). Czasami w starszych dokumentach miasto wspominane jest jako Erdu.
W 1526 roku wyruszający na bitwę pod Mohaczem król Ludwik II Jagiellończyk tutaj rozbił obóz po raz pierwszy. Po bitwie, zwycięskie wojska tureckie nie zajęły Érdu od razu, tylko dopiero po zajęciu Székesfehérváru w 1543. 
W XVI wieku wybudowano tutaj nawet gród, który był wielokrotnie niszczony. W XVII wieku wybudowano w nim nawet meczet.
W 1683 roku wojska tureckie zostały pokonane pod Wiedniem i ostatecznie wypędzone poza granice Węgier. Érd przeszedł wtedy w ręce węgierskiej szlacheckiej rodziny Illésházy, za czasów których miasto znacznie się rozwinęło. 
Natomiast na początku XX wieku miasto przeszło w ręce rodziny Károlyi. Miasto znacznie się powiększało, zachowując przy tym swój bardziej rolniczy charakter, gdyż uprzemysłowienie było tutaj nieznaczne. Ważna była tutaj uprawa winorośli, jednak po licznych epidemiach wyniszczających te rośliny, na znaczeniu zyskała uprawa brzoskwiń, która okazała się bardziej odporna.
Prawdziwa urbanizacja miasta miała miejsce w 1972 roku, kiedy to wybudowano kompleks sklepów, osiedle i dworzec autobusowy.
Od 2006 roku Érd jest miastem na prawach powiatu.

## Do zobaczenia w Érd
- Minaret turecki z XVII wieku, jeden z trzech istniejących do dziś na całych Węgrzech, wysoki na 23m
- Ruiny zamku Kutyavár
- Ruiny pałacu Szapáry
- Kościół św. Michała(inne języki) (barokowy)
- Węgierskie Muzeum Geograficzne
- Harangjáték (instrument wygrywający różne melodie)
- Ratusz miejski
- Pozostałości drogi z czasów rzymskich
- Dolina Fundoklia z rzadkimi gatunkami roślin
- Ogród Berza
- Góra Kakukk (160–177 m n.p.m.)

## Urodzeni w Érd
- Ferenc Molnár – węgierski piłkarz i trener

## Miasta partnerskie
- Lubaczów
- Reghin (węg. Szászrégen)
- Poynton